# Ricky Ponting

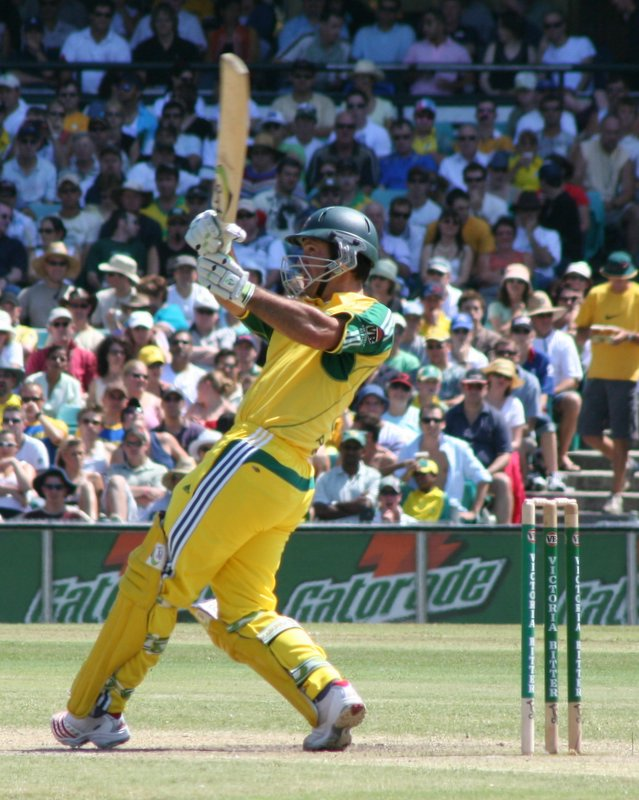
Ricky Ponting

Ricky Thomas Ponting (Spitzname: Punter) (* 19. Dezember 1974 in Launceston, Tasmanien, Australien) ist ein australischer Cricketspieler. Ponting wurde 2006 zu einem der fünf Wisden Cricketers of the Year gewählt. Außerdem hat ihn die International Cricket Council (ICC) 2006 und 2007 zum ICC Player of the Year gekürt. Zudem wurde Ponting von der ICC in den Jahren 2003, 2004 und 2006 zum Test Player of the Year gewählt. 2002 bekam er den Titel des One-Day International Player of the Year verliehen.
Ponting ist bei Cricketfreunden vor allem für seine Fähigkeiten als Batsman bekannt.
Sein erstes Test Match für Australien bestritt Ponting im Alter von 20 Jahren im Dezember 1995 in Perth gegen Sri Lanka; dabei schaffte er 96 Runs. Sein erstes One-Day International Cricket Match bestritt er am 15. Februar 1995 gegen Südafrika in Wellington, Neuseeland. Ponting nahm mit dem australischen Team, mit dem er 1999, 2003 und 2007 den Titel gewann, bisher an vier Cricket Weltmeisterschaften teil. Beim Sieg der australischen Cricketmannschaft über Indien im Weltmeisterschaftsendspiel 2003 schlug Ponting hervorragende 140 Runs. Kurz darauf wurde er zum Kapitän der australischen Cricket-Nationalmannschaft ernannt; er hielt diesen Posten bis 2011.